# ヴァシル・イヴァンチュク
ヴァシル・イヴァンチュク（Василь Іванчук、Vasyl Ivanchuk、1969年3月18日 - ）は、ウクライナのチェスプレーヤーでグランドマスター。

## 概要
イヴァンチュクは1988年にグランドマスターの称号を獲得すると、ヨーロッパや世界大会で優勝してきた。またFIDE世界ランキングでは3回(1991年7月、1992年7月、2007年10月)2位になっている。

## プレイスタイル
定跡や原則を無視するかのような想像力豊かなプレーで知られ、突然の駒の犠牲を通じて、深く正確な読みを重視する指し手を選ぶことが多かった。
世界チャンピオンに輝いたこともあるガルリ・カスパロフはインタビューの中で、イヴァンチュクは世界チャンピオンに匹敵する実力を持っていたにもかかわらず、タイトルには一度も手が届かなかったと語っている。